# دونكان كايل
دونكان كايل (بالإنجليزية: Duncan Kyle)‏ هو كاتب جريمة بريطاني، ولد في 11 يونيو 1930 في برادفورد في المملكة المتحدة، وتوفي في 24 يونيو 2000 في بوري سانت ادموندز في المملكة المتحدة.